# Mady Mesplé
Mady Mesplé, all'anagrafe Mesplé Magdeleine Andree Henriette (Tolosa, 7 marzo 1931 – Tolosa, 30 maggio 2020), è stata un soprano di coloratura francese, fra i più celebri della sua generazione in Francia, più volte indicata come erede di Mado Robin.

## Biografia
Mady Mesplé studiò pianoforte e canto al conservatorio di Tolosa, diplomandosi poi con medaglia d'oro. Iniziò a suonare il pianoforte in un complessino di una sala da ballo, cosa che fece per un breve periodo, prima di trasferirsi a Parigi dove prese lezioni di canto dal soprano Janine Micheau.
La Mesplé fece il suo debutto a Liegi nel gennaio 1953, nella Lakmé di Léo Delibes, un ruolo al quale rimase molto affezionata per tutta la sua carriera, cantandolo circa 145 volte. Lakmé fu anche l'opera con la quale debuttò al Teatro de la Monnaie a Bruxelles nel 1954. Decise subito di scegliere il suo repertorio nei ruoli lirici di soprano di coloratura di autori francesi, interpretando Olympia in Les contes d'Hoffmann, Philline in Mignon, Leila in Les pêcheurs de perles, Giulietta in Romeo e Giulietta, Ophélie in Hamlet, Dinorah, Manon, Sophie in Werther, etc.
Debuttò al Festival di Aix-en-Provence nel 1956, come Zémire nell'opera di Grétry, Zémire et Azor. 
Lo stesso anno debuttò all'Opéra-Comique di Parigi con Lakmé e ne 1958 arrivò all'Opéra Garnier per cantare il ruolo di Constance nell'opera di Francis Poulenc, Dialogues des Carmélites. 
Ma la piena consacrazione avvenne nello stesso teatro nel 1960 quando sostituì Joan Sutherland in una nuova produzione di Lucia di Lammermoor.
Fra gli altri ruoli di autori italiani interpretò Amina in La sonnambula, Rosina in Il barbiere di Siviglia, Norina in Don Pasquale e Gilda in Rigoletto. 
Nel 1961 è Pauline nella première scenica nel Théâtre National de l'Opéra-Comique di "Princesse Pauline" di Henri Tomasi.
Cantò anche alcune opere del repertorio tedesco interpretando la regina della notte ne Il flauto magico, Sophie in Der Rosenkavalier, ed una acclamatissima Zerbinetta in Ariadne auf Naxos ad Aix-en-Provence nel 1966.
Mesplé ebbe anche un'ottima carriera all'estero, cantando al Teatro Bol'šoj di Mosca, alla Royal Opera House di Londra, al Teatro alla Scala di Milano, alla Metropolitan Opera di New York ed al Teatro Colón di Buenos Aires.
Nel corso degli anni ' 60, Mesplé apparve frequentemente alla televisione francese iniziando ad esplorare il repertorio dei giovani musicisti contemporanei. Charles Chaynes compose i suoi Four Poems of Sappho per lei, e nel 1963 ella cantò la prima, in versione francese, dell'opera di Gian Carlo Menotti,  The Last Savage. Fu anche la prima a cantare la versione francese dell'opera di Hans Werner Henze, Elegy for Young Lovers nel 1965. Pierre Boulez scelse Mesplé per l'esecuzione dell'opera di Arnold Schönberg, Jacob's Ladder.
Nel corso degli anni settanta, inserì nel suo repertorio anche l'operetta, con una preferenza per Jacques Offenbach, con le opere La vie parisienne, Orphée aux Enfers, e La Grande-Duchesse de Gérolstein, con Régine Crespin.
Mesplé si ritirò dai palcoscenici nel 1985 dedicandosi all'insegnamento a L'École Normale de Musique di Parigi ed al Conservatorio di Lione.  Mesplé ha lasciato una notevole discografia, costituita da recitals di opera e operetta, arie, opere complete di rara esecuzione come Fra Diavolo e Manon Lescaut di Auber, La fille de Madame Angot di Charles Lecocq, Les cloches de Corneville di Robert Planquette, Les saltimbanques di Louis Ganne, Véronique di André Messager e Ciboulette di Reynaldo Hahn.  La sua registrazione di Lakmé, con Charles Burles e Roger Soyer, diretta da Alain Lombard, sarà ricordata per sempre.
Nel 1987 la sua Viens, Mallika da Lakmé è presente nella colonna sonora del film Chi protegge il testimone e nel 1995 ne Il presidente - Una storia d'amore.
Il 14 luglio 2011 è stata nominata membro della Legion d'Onore dal presidente Nicholas Sarkozy.
Archetipo del soprano leggero di coloratura francese, Mady Mesplé fu nota per la sua sicurezza tecnica, la sua raffinata musicalità, e per il suo registro acuto esteso facilmente fino al La bemolle, oltre che per la sua presenza scenica.

## Repertorio operistico
| Ruolo             | Titolo                           | Autore     |
| ----------------- | -------------------------------- | ---------- |
| Zerlina           | Fra Diavolo                      | Auber      |
| Manon Lescaut     | Manon Lescaut                    | Auber      |
| Amina             | La sonnambula                    | Bellini    |
| Léïla             | Les pêcheurs de perles           | Bizet      |
| Lakmé             | Lakmé                            | Delibes    |
| Lucia Ashton      | Lucia di Lammermoor              | Donizetti  |
| Norina            | Don Pasquale                     | Donizetti  |
| Juliette          | Roméo et Juliette                | Gounod     |
| Clairette Angot   | La fille de Madame Angot         | Lecocq     |
| Jeannette         | Les noces de Jeannette           | Massé      |
| Manon Lescaut     | Manon                            | Massenet   |
| Sophie            | Werther                          | Massenet   |
| Dinorah           | Dinorah                          | Meyerbeer  |
| Madame Herz       | Der Schauspieldirektor           | Mozart     |
| Königin der Nacht | Die Zauberflöte                  | Mozart     |
| Gabrielle         | La vie parisienne                | Offenbach  |
| Eurydice          | Orphée aux Enfers                | Offenbach  |
| Wanda             | La Grande-Duchesse de Gérolstein | Offenbach  |
| Olympia           | Les contes d'Hoffmann            | Offenbach  |
| Germaine          | Les cloches de Corneville        | Planquette |
| Costance          | Dialogue des Carmélites          | Poulenc    |
| Rosina            | Il barbiere di Siviglia          | Rossini    |
| Jemmy             | Guillaume Tell                   | Rossini    |
| Sophie            | Der Rosenkavalier                | Strauss    |
| Zerbinetta        | Ariadne auf Naxos                | Strauss    |
| Philine           | Mignon                           | Thomas     |
| Ophélie           | Hamlet                           | Thomas     |
| Gilda             | Rigoletto                        | Verdi      |